# Kurtaczek bengalski
Kurtaczek bengalski (Pitta brachyura) – gatunek małego, kontrastowo ubarwionego ptaka z rodziny kurtaczków (Pittidae), zamieszkujący Azję Południową. Jest ptakiem wędrownym. Nie jest zagrożony, brak podgatunków.

## Zasięg występowania
Zasięg występowania to około 2,2 miliona km². Gnieździ się w północno-wschodnim Pakistanie (wzgórza Margalla), u podnóży Himalajów (północne Indie, południowy Nepal) oraz w północno-wschodnich, środkowych i zachodnich Indiach, sporadycznie w Bangladeszu. Zimuje na południu Indii oraz na Sri Lance.

## Morfologia
WyglądMa duże oczy, szary dziób i różowe nóżki. Czarny wierzch od czarnej maski i białego gardła oddziela kremowy pasek. Cały wierzch ciała, jak i lotki drugorzędowe zgniłozielone. Brzuszek pomarańczowy, pokrywy podogonowe czerwone. Posiada niesamowicie krótki, niebieski i opalizujący ogon. Lotki są czarne z białym paskiem.
Wymiary
- długość ciała: 19 cm
- rozpiętość skrzydeł: 40,6 cm
- masa ciała: 40–51 g

## Ekologia i zachowanie
BiotopCieniste zarośla oraz liściaste albo wiecznie zielone lasy z gęstym podszytem. Ponadto podgórskie lasy wiecznie zielone oraz takie zrucające liście.
ZachowanieJest skryty i porusza się w runie leśnym. Spłoszony zrywa się do lotu.
GłosCzysty, krótki, dwusylabowy; sporadycznie dodaje trzecią sylabę. Odzywa się we wszystkich porach roku, głównie wieczorem.
PożywienieBezkręgowce, w tym owady, ślimaki, dżdżownice i krocionogi.
LęgiNajprawdopodobniej 1 lęg. Przylatuje gniazdować w maju. Gniazdo jest kuliste, ma podstawę z patyków i wejście z jednej strony; zbudowane z liści, korzonków, źdźbeł trawy i gałązek. Jeśli jest na drzewie, podstawa masywna, jak na ziemi, to lekka. Składa 4 lub 5 kremowobiałych jaj, w niewoli wysiaduje 17 dni, wysiadują oboje rodzice. Młode umieją latać po 15 dniach. Są karmione owadami i dżdżownicami.

## Status
Międzynarodowa Unia Ochrony Przyrody (IUCN) klasyfikuje kurtaczka bengalskiego jako gatunek najmniejszej troski (LC, Least Concern) nieprzerwanie od 1988 roku. Liczebność populacji nie została oszacowana, ale nie jest to ptak rzadki. Trend liczebności populacji jest oceniany jako spadkowy.